# Дода (Индия)
До́да (Догри/Хинди: डोडा) — город и техсил в округе Дода, Джамму и Кашмир, Индия.

## География
Дода расположен на берегу реки Чинаб. Высота центра города: 1107 метров над уровнем моря.

## Демография
По переписи Индии 2001, в Доду проживает 13 249 человек . Мужчины: 63 %; и женщины: 37 %. Уровень грамотности составляет 76 %, что выше, чем средний по стране 59,5 %. Грамотных мужчин 85 % и женщин 61 %. В Доде, 10 % населения моложе 6 лет.